# MuchDance
MuchDance é uma série de cds de música electrónica estrelando vários artistas e compiledo, mixado e lançado pelo canal de televisão canadense MuchMusic, iniciando em 1997.
Nos Estados Unidos, Quality Records lançou o conjunto como Dance Mix USA de 1993 a 1998.